# Stepperg (Adelsgeschlecht)
Stepperg war der Name eines bayerischen Adelsgeschlechts aus Stepperg bei Rennertshofen. Ihr Sitz war das südlich von Stepperg gelegene Schloss Stepperg, das heute noch existiert und genutzt wird.
Stepperg lag seit jeher im herzöglichen, ab 788 königlichen, Amt Neuburg an der Donau. Die Landesherren waren entsprechend jeweils königliche Lehensmänner, so 1197 bis 1214 die Kalendine zu Neuburg, 1214 bis 1247 die Pappenheimer und ab 1247 die Wittelsbacher.
Schon die Pappenheimer setzten Ministeriale ein und gründeten eine Hofmark in Stepperg. Diese Ministerialen begründeten das Ortsadelsgeschlecht der Herren von Stepperg, deren erster 1214 Berthold von Stettenberg war. Dieses Geschlecht bestand bis 1335 (Heinrich von Stettenberg zu Berolzheim).
Ab dieser Zeit wurden noch andernorts Stepperger erwähnt, jedoch nicht mehr mit Sitz in Stepperg.

## Namensträger
- Berthold von Stettenberg, ab 1214 erster Ministeriale der Pappenheimer in der Hofmark Stepperg
- Heinrich von Stepperg
- Konrad von Stepperg
- Otto von Stepperg
- Friedrich von Stepperg
- Heinrich von Stettenberg zu Berolzheim († 1335)